# Eugenia Bonino
Eugenia Bonino (Catania, 2 aprile 1936) è un'attrice italiana. È stata eletta Miss Italia 1954.

## Biografia
Figlia di un impiegato statale, fu eletta Miss Italia nel 1954 a Rimini, quando lavorava in un negozio di ottica. Ebbe qualche ruolo nel cinema nella seconda metà degli anni cinquanta, e si ritirò nel 1957 sposandosi con Egidio Antonicoli, rappresentante di marmi.
Dalla loro unione sono nati due figli: Patrizio e Lorenzo. Vive a Bruxelles in Belgio.

## Filmografia
- Un palco all'opera, regia di Siro Marcellini (1955)
- I vagabondi delle stelle, regia di Nino Stresa (1956)